# Megalopolis (film)
Megalopolis este un film dramatic științifico-fantastic epic american din 2024, scris, regizat și produs de Francis Ford Coppola. Amplasat într-un New York modern imaginat în urma unui dezastru devastator, filmul are o distribuție de ansamblu, incluzând actorii Adam Driver, Giancarlo Esposito, Nathalie Emmanuel, Aubrey Plaza, Shia LaBeouf, Jon Voight, Laurence Fishburne, Talia Shire, Jason Schwartzman, Kathryn Hunter, Grace VanderWaal și Dustin Hoffman.
Este un proiect cu multă pasiune al lui Coppola, care a conceput pentru prima dată ideea filmului în 1977 și a început activ să o dezvolte în 1983. Filmul a avut întârzieri semnificative și numeroase anulări de-a lungul anilor. Coppola a reînviat proiectul în 2019, cheltuind 120 de milioane de dolari americani din banii săi pe film. Filmările au avut loc din noiembrie 2022 până în martie 2023. Filmul este primul efort regizoral al lui Coppola după Twixt (2011), marcând cel mai lung decalaj al său între filme.
Filmul a fost selectat pentru a concura pentru Palme d'Or la al 77-lea Festival de Film de la Cannes, unde a avut premiera la 16 mai 2024 și a polarizat criticii.

## Prezentare
Un accident distruge o metropolă în descompunere numită Noua Roma. Cesar Catilina, un arhitect idealist cu puterea de a controla timpul, își propune s-o reconstruiască ca o utopie durabilă, în timp ce oponentul său, primarul corupt Franklyn Cicero, rămâne angajat într-un status quo regresiv. Fiica socialistă a lui Franklyn, Julia, obosită de influența pe care a moștenit-o, își caută sensul vieții.

## Distribuție
- Adam Driver – Cesar Catilina, un arhitect futurist și președinte al Autorității de proiectare din Noua Roma, cu capacitatea de a opri timpul
- Giancarlo Esposito – primarul Franklyn Cicero, primarul Noii Rome
- Nathalie Emmanuel – Julia Cicero, fiica lui Franklyn
- Aubrey Plaza – Wow Platinum, un prezentator TV specializat în știri financiare
- Shia LaBeouf – Clodio Pulcher, vărul lui Cesar
- Jon Voight – Hamilton Crassus III, unchiul bogat al lui Cesar și șeful Băncii Naționale Crassus
- Laurence Fishburne – Fundi Romaine, șoferul și asistentul lui Cesar (naratorul filmului)
- Talia Shire –Constance Crassus Catilina, mama lui Cesar

## Producție
Filmările au început pe 7 noiembrie 2022, în Fayetteville, Georgia, la Trilith Studios și s-au  încheiat pe 11 martie 2023.

## Lansare și primire
A avut premiera la 16 mai 2024 (Cannes).